# Marie-Elisabeth Klee

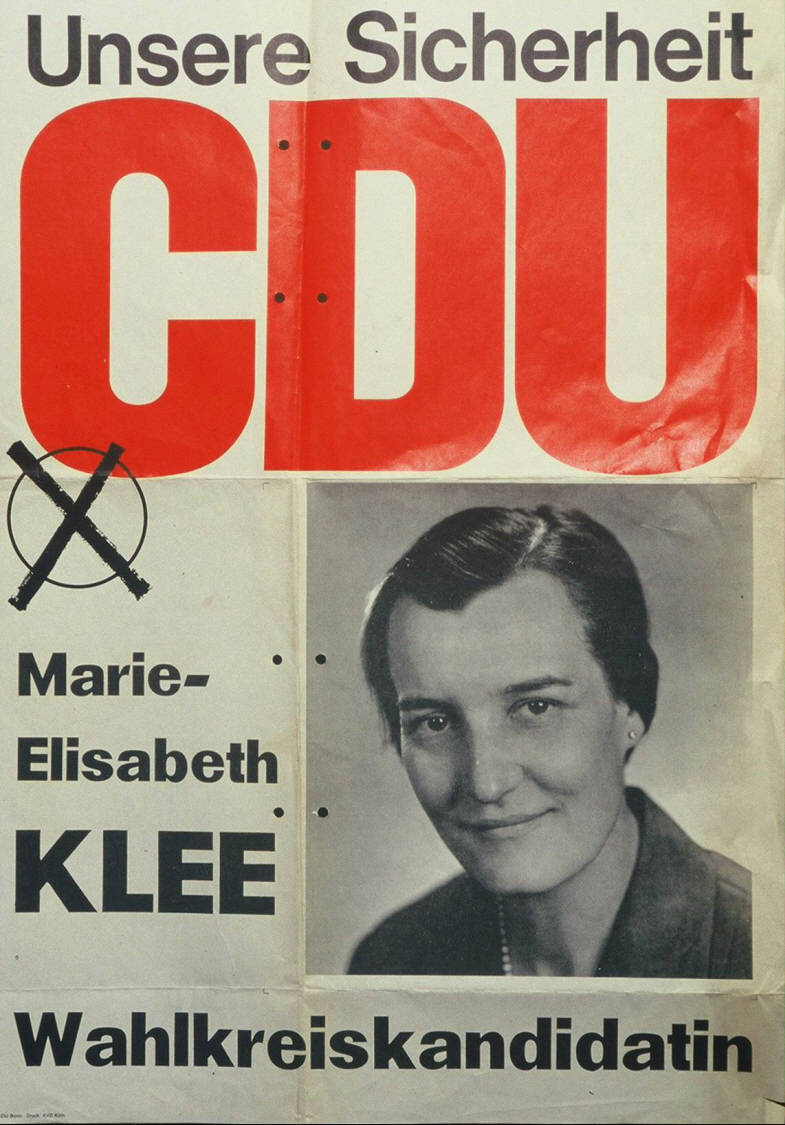
Kandidatenplakat der CDU zur Bundestagswahl 1965

Marie-Elisabeth Clara Wilhelmine Cornelia Klee, geb. Freiin von Heyl zu Herrnsheim (* 13. Januar 1922 in Worms; † 11. Februar 2018 auf dem Nonnenhof) war eine deutsche Politikerin (CDU). Sie war von 1961 bis 1972 Mitglied des Deutschen Bundestages.

## Leben
Marie-Elisabeth Klee wurde als Tochter des hessischen Landtagsabgeordneten Ludwig Cornelius von Heyl zu Herrnsheim und seiner Frau Eva-Maria, geb. von der Marwitz, in Worms geboren. Sie war Enkelin des Wormser Fabrikanten Cornelius Wilhelm von Heyl zu Herrnsheim. Nach Ablegung des Abiturs 1940 an der Eleonorenschule in Worms absolvierte sie bis 1941 eine hauswirtschaftliche Ausbildung an der Landfrauenschule in Obernkirchen und leistete im Anschluss Reichsarbeitsdienst. Wegen des Zweiten Weltkrieges musste sie ihr 1942 an der Universität Frankfurt aufgenommenes Studium der Geschichte bereits im selben Jahr aufgeben. Von 1942 bis Kriegsende arbeitete sie bei der Archivkommission des Auswärtigen Amtes, ab 1944 als Assistentin. 1945 heiratete sie den Diplomaten Eugen Klee und verbrachte mehrere Jahre in Lateinamerika. Nach dessen Tod bildete sie sich 1957/58 am Sprachen- und Dolmetscherinstitut in München fort.
Marie-Elisabeth Klee trat 1958 in die CDU ein. Sie betätigte sich aktiv in der Frauenvereinigung der CDU. Ab 1959 war sie Vorsitzende der Frauenvereinigung der CDU Worms und wurde 1963 Bezirksvorsitzende der Frauenvereinigung der CDU Rheinhessen. Ab 1964 war sie Mitglied des geschäftsführenden Landesvorstandes der CDU Rheinland-Pfalz. Bei den Bundestagswahlen 1961, 1965 und 1969 zog sie jeweils über die Landesliste der CDU in den Deutschen Bundestag ein, dem sie bis 1972 angehörte. Von 1965 bis 1973 war sie Mitglied der Parlamentarischen Versammlung des Europarates und der Westeuropäischen Union (WEU).
Von 1973 bis 1978 leitete Marie-Elisabeth Klee das Auslandsreferat im Kultusministerium des Landes Rheinland-Pfalz. Von 1986 bis 1993 war sie Vorstandsvorsitzende des Deutschen Komitees der UNICEF.
Zuletzt lebte sie bis zu ihrem Tod am 11. Februar 2018 auf dem alten Familienbesitz Nonnenhof in Bobenheim-Roxheim. Sie wurde 96 Jahre alt.

## Dokumentarfilm
Der Dokumentarfilm Die Unbeugsamen, der die Geschichte der Politikerinnen der Bonner Republik beleuchtet, stellt auch Marie-Elisabeth Klee vor.

## Ehrungen
- 1972: Bundesverdienstkreuz 1. Klasse
- 1972: Orden del Mérito Civil (Spanien)
- 1975: Officier de l’ordre national du Mérite (Frankreich)
- 1991: Großes Verdienstkreuz der Bundesrepublik Deutschland
- 1994: Großes Bundesverdienstkreuz mit Stern
- 1994: Verdienstorden des Landes Rheinland-Pfalz
- 2014: Ehrenring der Stadt Worms